# Triângulo hiperbólico

Um triângulo hiperbólico.

Um triângulo hiperbólico é uma figura em um plano hiperbólico, é análogo a um triângulo da geometria euclidiana, havendo três lados e três ângulos.